# Teorema de Bloch

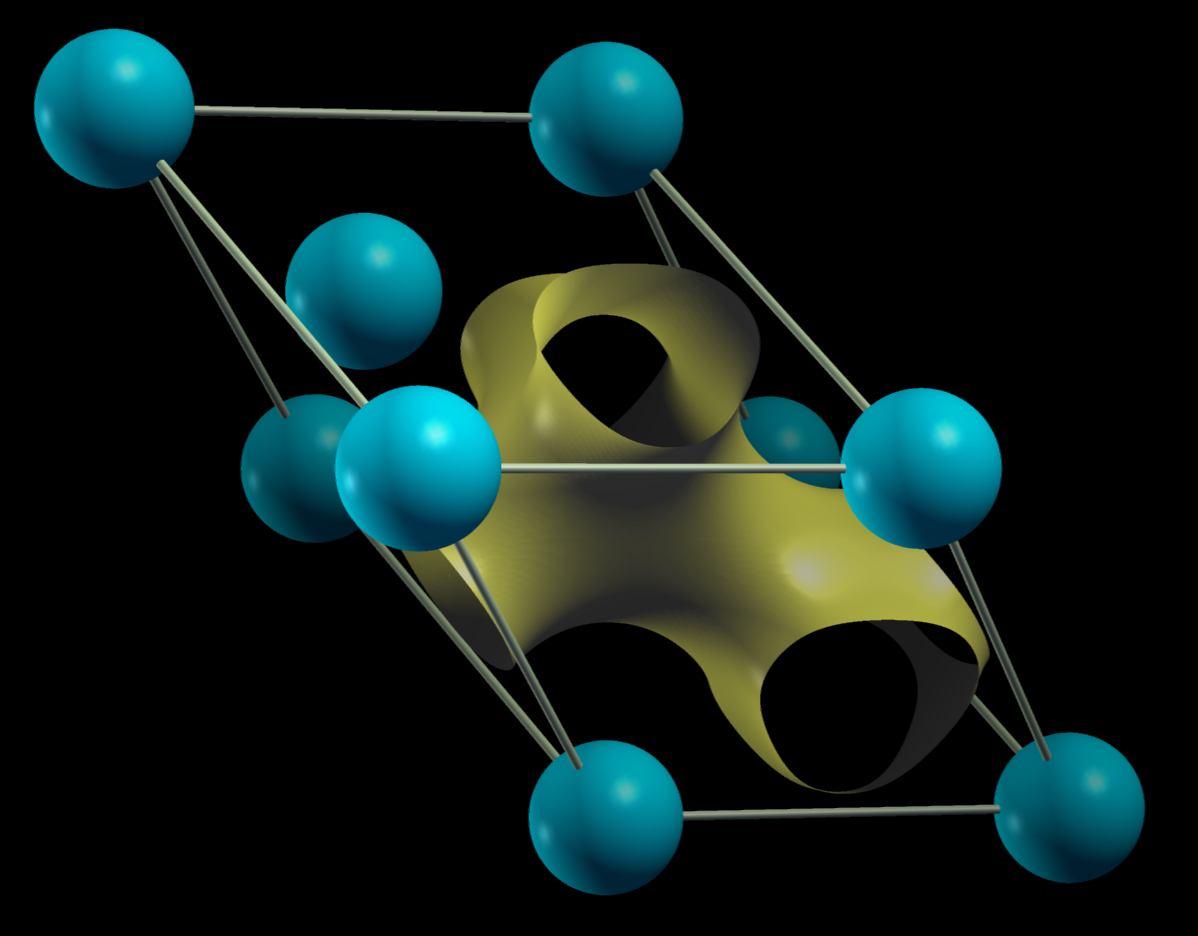
Isosuperficie del módulo cuadrado de un Estado de Bloch en un enrejado de silicona.

El teorema de Bloch describe el movimiento de los electrones en un sólido. Fue enunciado por el físico suizo Felix Bloch basándose en la idea de que un sólido posee una estructura microscópica periódica. A partir de esta hipótesis, el teorema establece de qué manera deben ser las funciones de onda de los electrones, y permite tratar el movimiento de todos los electrones analizando únicamente el movimiento de un solo electrón. 

## Hipótesis
El teorema de Bloch describe el movimiento de los electrones en un sólido, basándose en las siguientes hipótesis:
- Los átomos del cristal forman una estructura periódica, y tienen la periodicidad de los puntos de una red de Bravais denotados por el vector {\displaystyle \mathbf {r} }.
- Debido al ordenamiento de los átomos, el potencial del cristal es una función periódica que cumple {\displaystyle U(\mathbf {r+R} )=U(\mathbf {r} )} para todo vector de traslación {\displaystyle \mathbf {R} } de la red.
- Los electrones son independientes, no interactúan entre sí y cada uno satisface la ecuación de Schrödinger para un potencial periódico.

## Expresión matemática
Partiendo de estas bases, el teorema de Bloch establece que los autoestados {\displaystyle \psi _{\mathbf {} }} de un electrón vienen dados por el producto de una onda plana y una función periódica en {\displaystyle \mathbf {R} } llamada función de Bloch,  es decir:

En la anterior ecuación la letra {\displaystyle \mathbf {k} } representa el vector de onda, y la función de Bloch, {\displaystyle u_{\mathbf {k} }(\mathbf {r} )}, puede ser una función periódica cualquiera, cuya periodicidad {\displaystyle \mathbf {R} } es la misma que la de la red cristalina. La función de Bloch viene determinada por la resolución de la ecuación de Schrödinger, sin embargo, no es necesario saber la forma analítica de esta función para abordar el tratamiento de un sólido. Es más, haciendo uso de su periodicidad se tiene que {\displaystyle u_{\mathbf {k} }(\mathbf {r+R} )=u_{\mathbf {k} }(\mathbf {r} )}, de modo que la ecuación anterior se puede reescribir como

Nótese que como la forma analítica de la función periódica que multiplica a la onda plana es desconocida y además irrelevante, bien podría ser ésta {\displaystyle \psi _{\mathbf {k} }(\mathbf {r} )} en lugar de {\displaystyle u_{\mathbf {k} }(\mathbf {r} )}. Así pues, en la anterior ecuación sigue cumpliéndose que:
Estas dos ecuaciones son por tanto equivalentes, y son usadas indistintamente para referirse al teorema de Bloch.

## Significado físico
Para entender el significado físico del teorema de Bloch es necesario comprender primero el del cuasimomento. Ya se ha introducido antes que la letra {\displaystyle \mathbf {k} } representa el vector de ondas del electrón, también llamado cuasimomento. Para entender qué simboliza, es necesario recordar que un electrón libre viene representado por el siguiente autoestado
que representa una onda plana que transporta una cantidad de movimiento igual a {\displaystyle \mathbf {p={\hbar }k} }. De este modo, se puede apreciar que la función de onda de un electrón contenido en un sólido es la de un electrón libre, pero en este caso modulada por una función periódica que está relacionada con la estructura del sólido (y es la llamada función de Bloch). En el caso de un electrón contenido en el sólido, no necesariamente se cumple la relación {\displaystyle \mathbf {p={\hbar }k} }, y aunque el cuasimomento {\displaystyle \mathbf {k} } es siempre constante, la cantidad de movimiento {\displaystyle \mathbf {p} } no siempre lo es. Por esto, no debe confundirse el cuasimomento con la cantidad de movimiento.

Sin embargo, en las expresiones del teorema de Bloch, el cuasimomento {\displaystyle \mathbf {k} } no solo aparece en la exponencial, sino también como subíndice de las funciones. Esto se debe a que {\displaystyle \mathbf {k} } es también un número cuántico que proviene de considerar que el sólido es finito, y de imponerle las condiciones de contorno de Born-von Karman. Estas condiciones de contorno establecen que si el sólido tiene N átomos, el átomo N + 1 será equivalente al átomo número 1, de modo que se pasa de tratar un sólido finito, a tratar un sólido periódico e infinito. Al resolver las ecuaciones de contorno se tiene que este número cuántico “etiqueta” al electrón, y por este motivo se usa como subíndice en los autoestados del electrón {\displaystyle \psi _{\mathbf {k} }(\mathbf {r} )}.

El teorema de Bloch es de gran utilidad porque permite simplificar enormemente el tratamiento de un sólido, ya que la tercera hipótesis implica que todos los electrones se comportan igual. De manera que, para tratar el movimiento de todos los electrones del sólido, basta con resolver la ecuación de Schrödinger para un único electrón que tenga una función de ondas de la forma indicada por Bloch.